# ذا فاينلز
ذا فاينلز هي لعبة إطلاق نار مجانية من منظور الشخص الأول، طورتها ونشرتها شركة Embark Studios التابعة لشركة Nexon. تركز اللعبة على المباريات الجماعية على خرائط ذات بيئة قابلة للتدمير، حيث يتم تشجيع اللاعبين على استخدام البيئة الديناميكية لصالحهم.

### الجوائز
| سنة  | جائزة                               | التصنيف                 | النتيجة | المصدر |
| ---- | ----------------------------------- | ----------------------- | ------- | ------ |
| 2024 | جوائز DICE السنوية السابعة والعشرون | لعبة العام على الإنترنت | رشح     |        |
| 2024 | جوائز DICE السنوية السابعة والعشرون | الإنجاز الفني المتميز   | رشح     |        |